# Comuna Lupeni, Harghita
Lupeni (în maghiară: Farkaslaka) este o comună în județul Harghita, Transilvania, România, formată din satele Bisericani, Bulgăreni, Firtușu, Lupeni (reședința), Morăreni, Păltiniș, Păuleni, Satu Mic și Sâncel.

## Demografie
Componența etnică a comunei Lupeni
     Maghiari (95,43%)
     Alte etnii (0,48%)
     Necunoscută (4,09%)
Componența confesională a comunei Lupeni
     Romano-catolici (76,07%)
     Reformați (11,33%)
     Unitarieni (5,32%)
     Martori ai lui Iehova (1,25%)
     Alte religii (1,3%)
     Necunoscută (4,73%)
Conform recensământului efectuat în 2021, populația comunei Lupeni se ridică la 4.547 de locuitori, în creștere față de recensământul anterior din 2011, când fuseseră înregistrați 4.473 de locuitori. Majoritatea locuitorilor sunt maghiari (95,43%), iar pentru 4,09% nu se cunoaște apartenența etnică. Din punct de vedere confesional, majoritatea locuitorilor sunt romano-catolici (76,07%), cu minorități de reformați (11,33%), unitarieni (5,32%) și martori ai lui Iehova (1,25%), iar pentru 4,73% nu se cunoaște apartenența confesională.

## Politică și administrație
Comuna Lupeni este administrată de un primar și un consiliu local compus din 13 consilieri. Primarul, Lehel Kovács[*], de la Uniunea Democrată Maghiară din România, este în funcție din 2012. Începând cu alegerile locale din 2024, consiliul local are următoarea componență pe partide politice:
|  | Partid                                 | Consilieri | Componența Consiliului | Componența Consiliului | Componența Consiliului | Componența Consiliului | Componența Consiliului | Componența Consiliului | Componența Consiliului | Componența Consiliului | Componența Consiliului | Componența Consiliului | Componența Consiliului | Componența Consiliului | Componența Consiliului |
|  | -------------------------------------- | ---------- | ---------------------- | ---------------------- | ---------------------- | ---------------------- | ---------------------- | ---------------------- | ---------------------- | ---------------------- | ---------------------- | ---------------------- | ---------------------- | ---------------------- | ---------------------- |
|  | Uniunea Democrată Maghiară din România | 13         |                        |                        |                        |                        |                        |                        |                        |                        |                        |                        |                        |                        |                        |

## Monumente
- Biserica reformată din Păltiniș, sec. al XVIII-lea
- Biserica reformată din Satu Mic, sec. al XVII-lea
- Biserica romano-catolică din Bisericani, sec. al XIII-lea
- Casa memorială a scriitorului Tamási Áron
- Biserica romano-catolică din Lupeni